# Little Saskatchewan 48
Little Saskatchewan 48 är ett reservat i Kanada.   Det ligger i provinsen Manitoba, i den sydöstra delen av landet, 1 800 km väster om huvudstaden Ottawa. Little Saskatchewan 48 ligger vid sjöarna  Lake St. Martin och Pineimuta Lake.
Runt Little Saskatchewan 48 är det glesbefolkat, med 8 invånare per kvadratkilometer.